# Kazamaty
Kazamaty – przysiółek wsi Kasinka Mała w Polsce, położony w województwie małopolskim, w powiecie limanowskim, w gminie Mszana Dolna.
W latach 1975−1998 przysiółek administracyjnie należał do województwa nowosądeckiego.